# 유니버시티역 (에드먼턴)
유니버시티역은 1992년에 개통한 캐나다의 철도역이다.

## 역 주변
- 앨버타 대학교